# George Carey (2e baron Hunsdon)

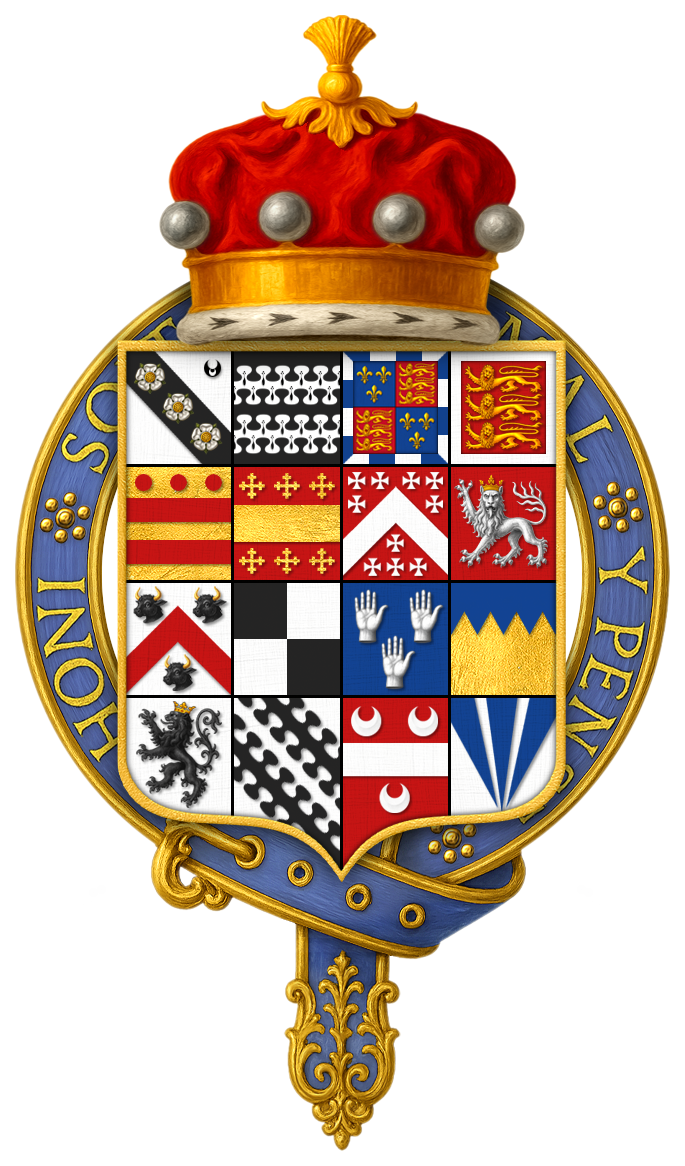
Armoiries de Sir George Carey, 2e baron Hunsdon

George Carey, 2e baron Hunsdon (1547 – 9 septembre 1603) est le fils aîné de Henry Carey, 1er baron Hunsdon, et d'Anne Morgan, son épouse. Son père est cousin germain d'Élisabeth Ire. En 1560, à l'âge de 13 ans, George est inscrit à Trinity College de l'université de Cambridge. En 1566, il accompagne Francis Russell, 2e comte de Bedford, dans une mission officielle en Écosse consistant à assister au baptême du futur Jacques Ier d'Angleterre.

## Carrière politique et militaire
Durant le Soulèvement du Nord de 1569, George est adoubé chevalier sur le champ de bataille par le comte de Sussex, Thomas Radclyffe, pour sa bravoure. George a en effet défié John Fleming, le commandant du château de Dunbar, en combat singulier.
George est à plusieurs reprises membre de la Chambre des communes d'Angleterre (pour le Hertfordshire en 1571, pour le Hampshire en 1584, 1586, 1588 – 1589, 1592).
Il est envoyé au château de Carisbrooke sur l'Île de Wight, et est plus tard responsable des défenses de l'île pendant la menace de l'Invincible Armada.
En juillet 1596, à la mort de son père, George devient deuxième baron Hunsdon, et l'année suivante, il est nommé Lord Chambellan, une fonction déjà tenue auparavant par son père.

## Théâtre
Henry puis George patronnent la troupe londonienne de comédiens connue sous le nom de Lord Chamberlain's Men. Des hommes talentueux comme William Shakespeare et Richard Burbage furent parmi les auteurs et acteurs de cette compagnie. En 1597, George est investi chevalier de l'Ordre de la Jarretière, et il est généralement admis que la première représentation des Joyeuses Commères de Windsor de Shakespeare fut donnée à la cour à Windsor à l'occasion de cette investiture.

## Famille
George se marie avec Elizabeth Spencer, parente du poète et écrivain Edmund Spenser, qui, comme son mari, est une protectrice des arts. Ils ont une fille, Elizabeth Carey, Lady Berkeley.

## Mort
George meurt le 9 septembre 1603 d'une maladie vénérienne et d'un empoisonnement au mercure. Son frère cadet, John Carey, devient le troisième lord Hunsdon.